# Corynespora siwalika
Corynespora siwalika är en svampart som först beskrevs av Chirayathumadom Venkatachalier Subramanian, och fick sitt nu gällande namn av M.B. Ellis 1961. Corynespora siwalika ingår i släktet Corynespora och familjen Corynesporascaceae.   Inga underarter finns listade i Catalogue of Life.